# トルメティン
トルメティン（Tolmetin）とは、酢酸系に分類される非ステロイド性抗炎症薬（NSAIDs）の1種である。

## 基本情報

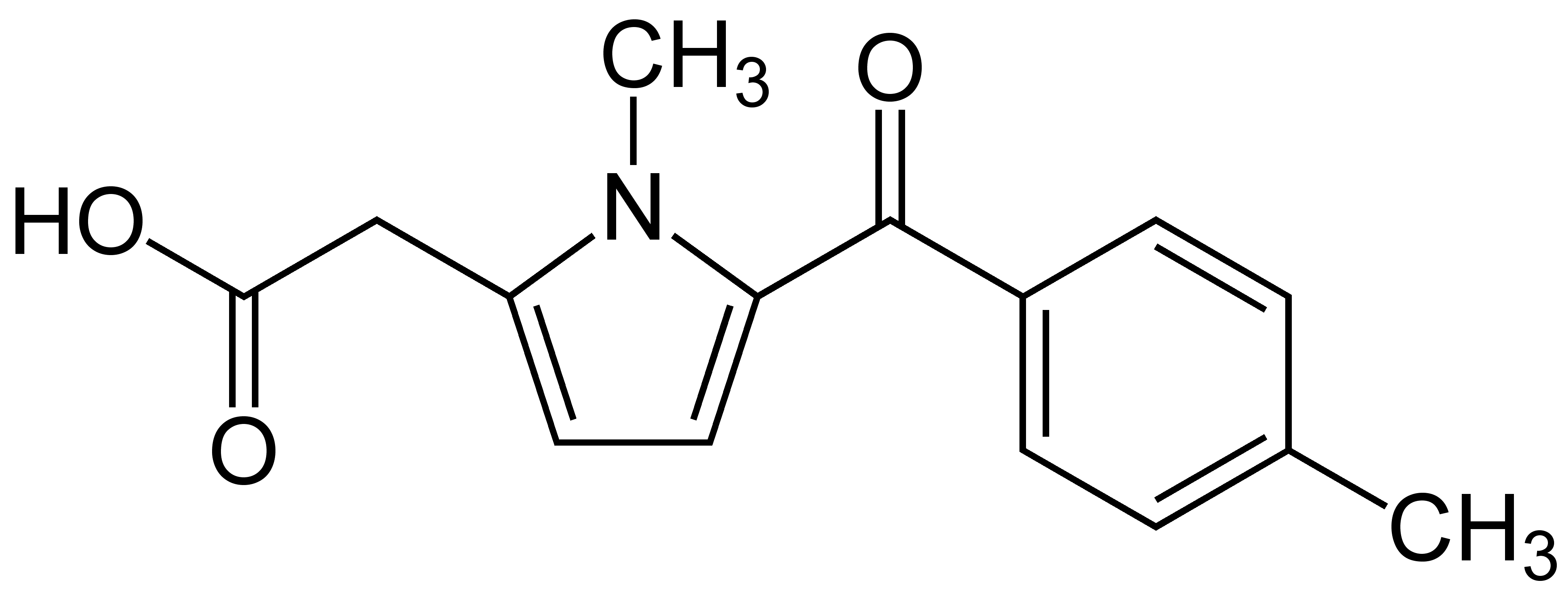
トルメティンの構造。

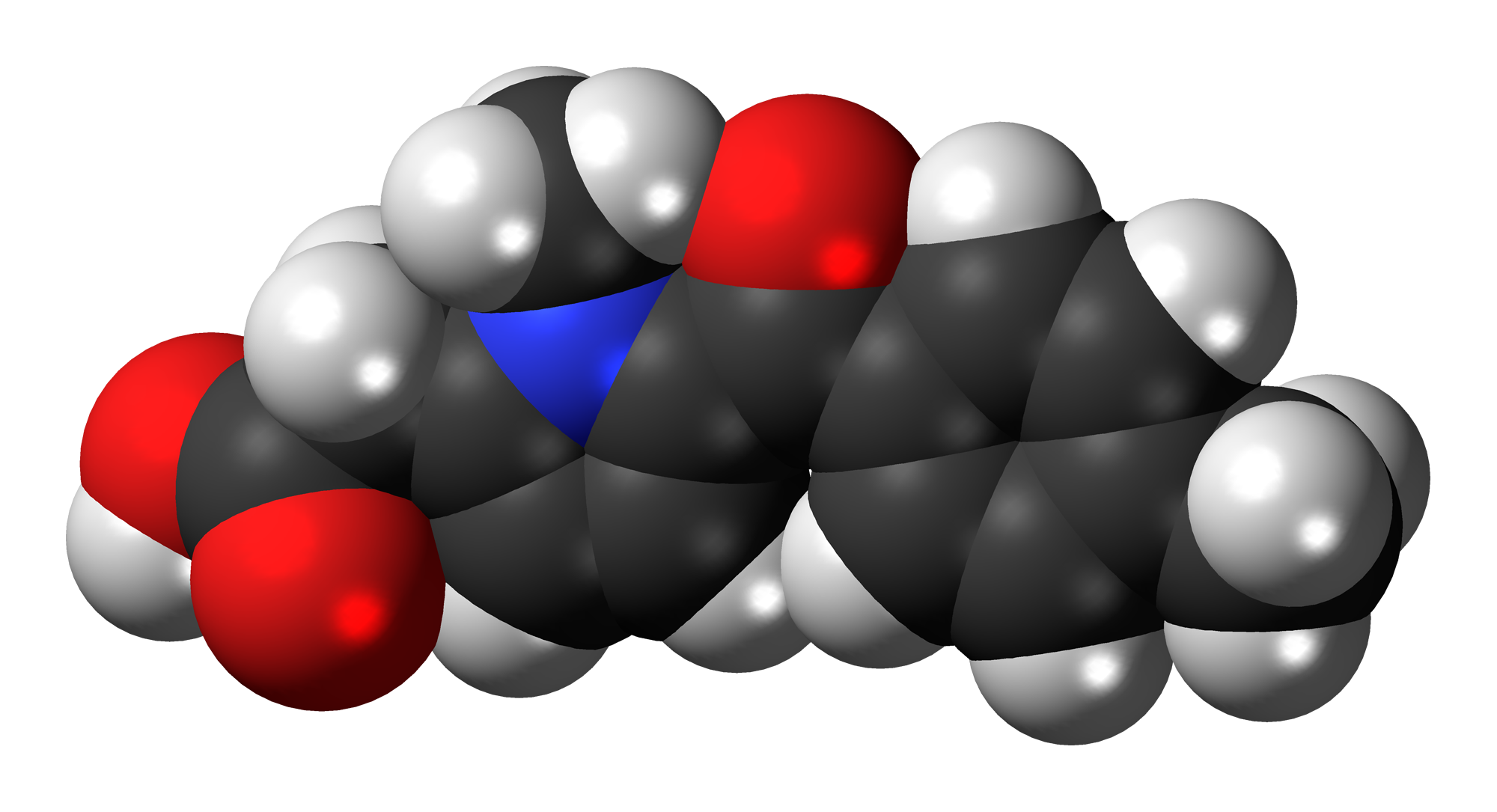
トルメティンの分子模型。黒が炭素、灰色が水素、赤が酸素、青が窒素を表している。

トルメティンの分子式はC15H15NO3であり

、モル質量は257.2845 (g/mol)である

。
いわゆる非ステロイド性抗炎症薬の1種であり、in vitroでプロスタグランディン類の生成を阻害することが確認されている

。
なお、トルメティンは常温で比較的安定なものの、約156 ℃にまで加熱すると分解する

。

## 薬物動態
トルメティンは医薬品としてヒトにも用いられることがある。ヒトに対してトルメティンを経口投与すると、消化管より30分から60分で体内へと吸収される

。
体内に入ると、最初のうちは1時間から2時間の半減期で消失してゆくものの、その後、半減期は5時間程度にまで延長する

。
それでも、トルメティンの常用量をヒトに単回投与した場合、通常は24時間後までには尿中へと排泄される

。